# Areopaguristes nigroapiculus
Areopaguristes nigroapiculus is een tienpotigensoort uit de familie van de Diogenidae. De wetenschappelijke naam van de soort is voor het eerst geldig gepubliceerd in 2009 door Komai.